# Regina E. Aebi-Müller
Regina Elisabeth Aebi-Müller (* 30. März 1971) ist eine Schweizer Juristin.

## Leben
Sie erwarb 1997 das Fürsprecherpatent und 2000 die Promotion zur Dr. iur. Nach der Habilitation 2005 an der Universität Bern ist sie seit 2005 ordentliche Professorin für Privatrecht und Privatrechtsvergleichung an der Universität Luzern. Von 2007 bis 2011 war sie Dekanin der dortigen Rechtswissenschaftlichen Fakultät. Seit 2020 ist sie Prorektorin der Universität Luzern.
Ihre Forschungsschwerpunkte sind Personen-, Familien- und Erbrecht (namentlich: Güter- und erbrechtliche Planung, Kindesrecht, Persönlichkeitsschutz), Medizinrecht, Sportrecht und Privatrechtsvergleichung in den genannten Rechtsgebieten.

## Schriften (Auswahl)
- Personenbezogene Informationen im System des zivilrechtlichen Persönlichkeitsschutzes. Unter besonderer Berücksichtigung der Rechtslage in der Schweiz und in Deutschland. Bern 2005, ISBN 3-7272-0447-8.
- mit Eugen Bucher: Die natürlichen Personen, Art.11-19d ZGB Rechts- und Handlungsfähigkeit. Bern 2017, ISBN 3-7272-0680-2.
- mit Heinz Hausheer und Thomas Geiser: Das Familienrecht des Schweizerischen Zivilgesetzbuches. Eheschliessung, Scheidung, allgemeine Wirkungen der Ehe, Güterrecht, Kindesrecht, Erwachsenenschutzrecht, eingetragene Partnerschaft, Konkubinat. Bern 2018, ISBN 3-7272-1580-1.
- mit Heinz Hausheer: Das Personenrecht des Schweizerischen Zivilgesetzbuches. Bern 2020, ISBN 3-7272-8487-0.